# Urophora jamaicensis
Urophora jamaicensis är en tvåvingeart som beskrevs av Steyskal 1979. Urophora jamaicensis ingår i släktet Urophora och familjen borrflugor.
Artens utbredningsområde är Jamaica. Inga underarter finns listade i Catalogue of Life.